# Panarabism

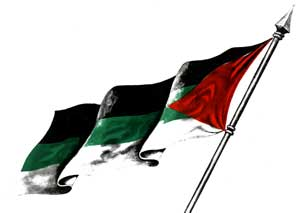
En flagga med de panarabiska färgerna.

Panarabism är en arabisk pannationell rörelse som varit mycket politiskt betydelsefull under 1900-talet, och avser en strävan att politiskt och kulturellt återförena araberna, efter att västerländsk kolonialism delade arabvärlden i ett tjugotal separata stater efter osmanska rikets fall 1923. Motsvarande rörelser i andra delar av världen är panafrikanism och paneuropism, fastän rörelserna strukturellt till mål och essentiellt till innehåll är olikartade. Islam spelar en fundamental roll för panarabismen liksom för all annan arabisk nationalism, som identitetsmarkör; islamism är dock en annan politisk strömning i Mellanöstern, som uppkom i samband med Islamiska väckelsen.

## Panarabismen och den arabiska nationalismen
Den arabiska folkgemenskapen står i centrum för panarabismen, varmed den inte är synonym till vad som brukar kallas "arabisk nationalism", som syftar till att återuppbygga och främja självständiga nationalstater i den tidigare koloniserade Arabvärlden. Panarabismen menar i stället att hela Arabvärlden är en nation, watan, och rörelsen syftar till mer eller mindre vittgående sammanslutningar av de arabiska länderna. Ibland kallas både panarabismen och regional arabisk nationalism, för "arabisk nationalism" (qawmîya); så till exempel under den arabistiska kongressen i Bryssel 1938, då begreppen för panarabismen började fastställas. I realiteten kan personer och länder förespråka både den regionala arabiska nationalismen och panarabism, eller endast det ena. I motsats till panislamismen ville panarabismen uppnå sitt mål oberoende av konfessionella förhållanden. 
1938 fastslogs att panarabismen inte av nödvändighet är bunden till en politisk ideologi, men den har i praktiken vanligen framträtt med en så kallad "arabisk socialism". Som regel är den panarabistiska rörelsen starkt fientlig till Israel, vars upprättande 1948 rent geografiskt delade arabvärlden i två delar, och sionismen, som ses som ett kolonialt projekt. Habib Bourguiba och därmed Tunisien, var på arabisk-nationalistisk grund i stället neutral i Palestinakonflikten. 
Redan före staten Israels utropande, 1948, under vilket kolonialismen ännu var en realitet, talade panarabiska företrädare om en helhet "som inte kan acceptera att delas upp eller splittras, ett heligt arv som det inte är möjligt att ge upp en handsbredd av".

## Etniska, religiösa och politiska motsättningar
Problem för panarabismen har varit flerfaldiga. I flera arabiska stater finns sedan urminnes tider etniska grupper som inte är araber, utan det finns bortsett från kvarvarande européer från kolonialismen, även assyrier, judar, kurder, perser, turkfolk, och flera andra.
Nationalismen i Arabvärlden är inte homogen. Till en början uppstod den arabiska nationalismen i Osmanska riket, med den turkiska nationalismen, och syftade till att finna ett kulturellt fundament för statens anspråk på folkligt förankrad suveränitet över territoriet. Den egyptiska nationalismen, som uppstod på 1800-talet under brittiskt mandat, identifierade nationen med kulturpåverkan från Grekland och arvet från det faraoniska forntiden, och innehöll mer eller mindre starka röster för självstyre och självständighet. I Tunisien uppstod den tunisiska nationalismen omkring 1907 med de så kallade "ungtunisierna", och ungefär samtidigt i Algeriet med "ungalgerierna"; båda dessa senare utgjordes av en liten krets bildade araber som önskade bättre karriärmöjligheter i ett fortsatt nationellt samarbete med Frankrike, samt ett moderniserat arabiskt samhälle i staten. En mer puritansk arabisk nationalism förekom under samma tid på religiös grund i Marocko.
Efter självständighetskrigen från kolonialmakterna efter andra världskriget, fick all arabisk nationalism, även panarabismen, drag av socialism, eftersom denna ideologi var den som gerillorna stött. Därmed blossade konflikter upp mellan de nationalistiska och socialistiska staterna, och monarkierna i Arabvärlden, som en parallell med den politiska oförenligheten mellan parterna i kalla kriget. Samtidigt hamnade panarabismen i kollision med regional nationalism, framför allt i Maghreb, som delvis identifierade sig med ett franskt och afrikanskt kulturarv.

## Panarabiska rörelser och grupper
Den panarabiska tanken tog sig 1936 uttryck i den så kallade arabiska pakten mellan Saudiarabien, Irak och Jemen samt i vänskapsfördraget mellan Saudiarabien och Egypten samma år.
Den mest framstående arabnationalistiske politikern var Egyptens president Nasser, men panarabismen har spelat en viktig roll i de flesta arabiska länder, om än inte syftet varit en storarabisk stat, utan ekonomiska och politiska förbund. När Nasser dog stärktes samarbetena mellan arabländerna, men den mera sekulära panarabismen började samtidigt få konkurrens av islamism och religiöst betingade krav på specifikt islamiskt rättssystem i området. 
Det viktigaste politiska partiet med panarabisk ideologi, är Baathpartiet, som spelat en framskjuten roll sedan 1950-talet. Uttalat panarabiska regeringar har styrt bland annat Syrien, Irak och Libyen, vilket bland annat lett till en kortlivad union mellan Egypten och Syrien 1958-61, som kallades Förenade arabrepubliken, samt flera unionsförsök mellan andra länder. Efter Nassers död bildades bland annat OAPEC, som fått politisk betydelse. Den ökade tillgängligheten på till exempel radio- och TV-program på arabiska, samt flygresor, bidrog till att en gemensam arabisk kultur stärktes, och panarabismen vann därmed terräng. Konflikter inom arabvärlden har å andra sidan verkat hämmande på ett panarabistiskt samarbete, däribland konflikten om Västsahara, konflikter mellan shia och sunnimuslimer och konflikter i Libanon.
1945 bildades Arabförbundet som tillkom under stark motsättning till sionismens strävanden att skapa en judisk stat i Palestina. Förbundet utsattes för svåra påfrestningar genom motgångarna i kriget mot Israel 1948.
Arabförbundet, som samlar 22 stater i ett försök att koordinera dem politiskt, är ett resultat av panarabismen. Ett sentida panarabiskt projekt är Maghrebunionen i Nordafrika.

## Jämför
- Paniranism
- Panturkism
- Panislamism
- Pangermanism
- Panslavism